# 新日本空調
新日本空調株式会社（しんにっぽんくうちょう、英: Shin Nippon Air Technologies Co., Ltd.）は、空気調和、冷暖房、換気、給排水、衛生、電気、消防、計装等の設備における設計、監理、並びに工事請負を行う大手総合設備建設会社である。
本社を東京都中央区日本橋浜町に置く。三井グループに属し、三井月曜会、三井倶楽部の会員企業でもある。
基本理念は「空気を中核とする熱・水技術の研究と開発に努め、環境創造分野に新たな価値を創り出し、社会的に信頼される技術とサービスを提供する企業の実現を目指す」。これまで空気調和・衛生工学会より30回にわたり学会賞を受賞。

## 事業内容
以下の設備の設計・施工
- 一般空調設備
近年ではCOREDO日本橋や東京ミッドタウン、帝国ホテル、マリーナベイ・サンズを施工。
過去、南満州鉄道特急「あじあ」の「全列車空調」や関釜連絡船・興安丸の「全船空調」を世界で初めて施工、国内初の超高層ビルである霞が関ビルディングの空調を施工、新宿新都心に国内初の地域冷暖房施工。
- 産業空調設備
デンソー東日本工場や東芝柏崎工場・四日市工場等を施工。
クリーンルームを国内で初めて手掛ける。
- 原子力空調
日本原子力研究所（茨城県東海村）に国内初の原子炉空調を施工。

また独自技術の微粒子可視化システムをはじめとしたビジュアルソリューション事業なども行っている。空調設備メンテナンスなどが主体の日本空調サービスとは無関係。

## 沿革
- 1930年（昭和5年）12月 - 三井物産の斡旋により、我が国での空調機器の製造と空調設備の設計・施工を目的として米国キヤリア社と三機工業が共同出資、東洋キヤリア工業株式会社設立。
- 1969年（昭和44年）10月 - 東洋キヤリア工業が工事事業部門を分離独立させ、新日本空調株式会社設立。
- 1973年（昭和48年）5月 - 事業内容を空気調和、冷暖房、温湿度調整、換気給排水、衛生、防災設備、冷熱プラント、冷凍冷蔵、空気処理、公害防止・廃棄物処理などの環境保全設備、建築物、特殊建築物、工作物の設計、監理および工事請負ならびに関連装置の製作売買、保守、管理とする。
- 1983年（昭和58年）1月 - 工学センター開設（原子力本部事務所、研究開発拠点として利用）。
- 1990年（平成2年）11月 - 東京証券取引所第2部に上場。
- 1993年（平成5年）
  - 9月 - 研究体制の強化及び社員教育の充実を図るため、長野県茅野市に技術研究所（工学センターおよび東葛西の研究所を統合）・茅野研修所を開設。
  - 12月 - 東京証券取引市場第1部銘柄に指定。
- 2003年（平成15年）12月 - 新日本空調工程(上海)有限公司設立（現・連結子会社）。
- 2008年（平成20年）7月 - スリランカにてSHIN NIPPON LANKA(PRIVATE)LIMITEDを設立（現・連結子会社）。
- 2010年（平成22年）12月 - シンガポールにてSHIN NIPPON AIRTECH(SINGAPORE)PTE.LTD.を設立（現・連結子会社）。
- 2013年（平成25年）11月 - 希霓科工貿(上海)有限公司設立（現・連結子会社）。

## 事業所案内
- 国内事業所
  - 本社 - 東京都中央区日本橋浜町2-31-1　浜町センタービル
  - 原子力事業部 - 神奈川県横浜市磯子区中原1-1-34
  - 北海道支店 - 北海道札幌市中央区北1条西5丁目2-9　北一条三井ビル
  - 東北支店 - 宮城県仙台市青葉区一番町3-7-1　電力ビル本館4F
  - 関東支店 - 千葉県千葉市中央区中央1-11-1　千葉中央ツインビル1号館
  - 首都圏事業本部  - 東京都中央区日本橋浜町2-31-1　浜町センタービル
  - 都市施設事業部 - 東京都中央区日本橋浜町2-31-1　浜町センタービル
  - リニューアル事業部 - 東京都中央区日本橋浜町2-31-1　浜町センタービル
  - 産業施設事業部 - 東京都中央区日本橋浜町2-31-1　浜町センタービル
  - ビジュアルソリューション事業部  - 東京都中央区日本橋浜町2-31-1　浜町センタービル
  - 海外事業統括本部 - 東京都中央区日本橋浜町2-31-1　浜町センタービル
  - 横浜支店 - 神奈川県横浜市中区住吉町4-45-1　横浜新関内ビル
  - 名古屋支店 - 愛知県名古屋市中村区名駅南1-24-30　名古屋三井ビル本館6F
  - 大阪支店 - 大阪府大阪市西区土佐堀2-2-4　土佐堀ダイビル7F
  - 中国支店 - 広島県広島市中区大手町2-7-10　広島三井ビルディング
  - 九州支店 - 福岡市博多区上呉服町10-1　博多三井ビル
  - 技術開発研究所 - 長野県茅野市宮川字墨筋内7033-182
  - 茅野研修所 - 長野県茅野市宮川字墨筋内7033-182

- 海外事業所
  - スリランカ支店、シンガポール支店、上海支店、モルディブ支店、ミャンマー支店、カンボジア支店、インドネシア駐在員事務所、ドバイ事務所、アブダビ事務所

- 子会社
  - 新日空サービス株式会社 - 東京都中央区日本橋本町3-3-6　ワカ末ビル
  - 新日本空調工程（上海）有限公司 - E, 233, Jiang Chang San Road Shanghai，200436, P.R. China
  - SHIN NIPPON LANKA（PRIVATE）LIMITED - 309/1 Colombo Road, Welisara, Sri Lanka
  - SHIN NIPPON AIRTECH(SINGAPORE) PTE. LTD - 315 Outram Road, #09-06,Tan Boon Liat Building,Singapore 169074
  - 日宝工業株式会社 - 神奈川県横浜市西区みなとみらい4-6-2　みなとみらいグランドセントラルタワー6F
  - 希霓科工貿（上海）有限公司

## エピソード
- 新日本空調がウェブサイトにおいて先んじてsnk.co.jpドメインを取得していたため、ゲームメーカーのSNK（初代法人）がウェブサイトを開設するにあたり、ドメイン名を neogeo.co.jp とした。なお、2代目法人のドメイン名はsnk-corp.co.jpとなっている。
- 国内初の地域冷暖房システムやクリーンルーム、原子力設備の施工を行った経緯から、空調エンジニアリングのパイオニアと呼ばれている。[2]